# Guzmania bracteosa
Guzmania bracteosa är en gräsväxtart som först beskrevs av Éduard-François André, och fick sitt nu gällande namn av Éduard-François André och Carl Christian Mez. Guzmania bracteosa ingår i släktet Guzmania och familjen Bromeliaceae. Inga underarter finns listade i Catalogue of Life.